# 平裝書

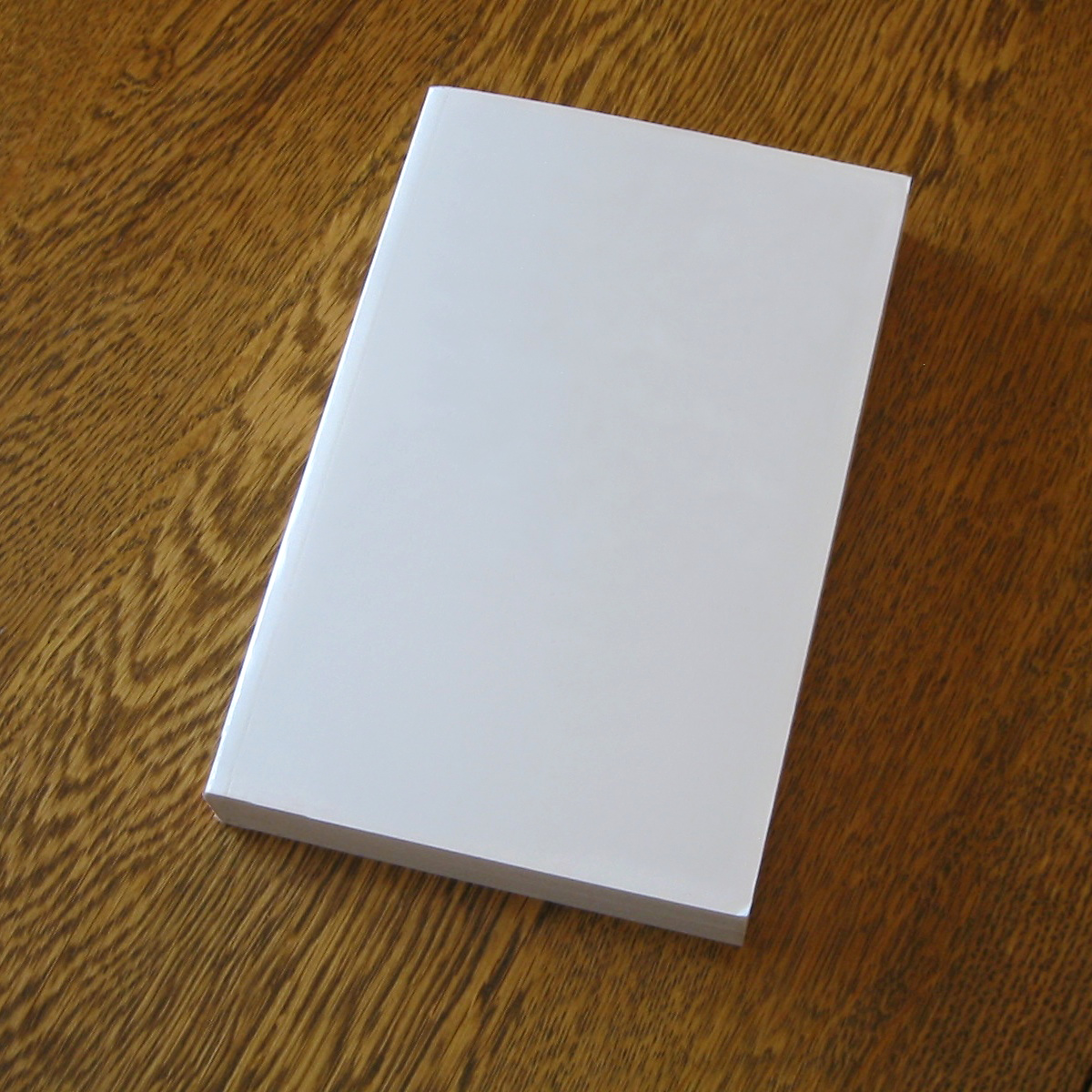
封面空白的平裝書

平裝書，又称简装书，是一種封面僅使用較厚紙張的書，這個概念和精裝書相對，精裝書更為昂貴和結實耐久。
英語中的 paperback 意思可以理解爲“紙皮裝訂”，在印刷術語中，fore edge 指切口的一側，back edge 即指裝訂的一側。此外和 hardcover 相對又有 softcover 的叫法。
一些用紙包裝的廉價書籍至少出現于19世紀，用於小冊子和各種廉價小說。現代的平裝書可以根據尺寸來分類：在美國有大眾市場平裝書（mass-market paperback，又稱爲 pulp paperbacks）和較大較結實的貿易平裝書（trade paperback）；在英國有較小的A版（A-format）、B版（B-format）、和最大的C版（C-format）。